# 南塘镇 (高州市)
南塘镇，是中华人民共和国广东省茂名市高州市下辖的一个乡镇级行政单位。位于高州市西部，传说有人卖儿挖塘养鱼致富，得名男塘，后改南塘。1957年改南塘乡，1958年成立南塘公社，1983年改区，1987年建镇。镇政府驻南塘圩。

## 行政区划
南塘镇下辖以下地区：
南塘社区、彭村、蓝田村、周岸村、谷贡村、罗村、旺罗村、丰垌村、中心坡村、车垌村、招福坡村、南塘村、村头坡村、大石垌村和大塘笃村。